# Енджі Сепеда
Енджі Сепеда (ісп. Angie Cepeda; нар. 2 серпня 1974, Картахена, Колумбія) — колумбійська акторка. 

## Біографія
Енджі Сепеда народилася 2 серпня 1974 року у Картахені. 

## Телебачення
- Вітри води (2005)[1]
- 2091 (2016)

## Нагороди та номінації
| Нагорода                   | Рік  | Категорія     | Фільм        | Результат |
| -------------------------- | ---- | ------------- | ------------ | --------- |
| Viña del Mar Film Festival | 2004 | краща акторка | "Sammy y yo" | Перемога  |